# 康多乡
康多乡，是中华人民共和国甘肃省甘南藏族自治州卓尼县下辖的一个乡镇级行政单位。与夏河县美仁乡接壤，东与杓哇土族乡毗连，北与康乐、和政两县隔关相望，南以美日山与恰盖乡为邻。乡级公路东接新冶公路，距县城114公里。

## 行政区划
康多乡下辖以下地区：
白土咀村、多玛村、卡维村和岔巴村。